# The Plot That Failed (film 1912 Kalem)
The Plot That Failed è un cortometraggio muto del 1912 diretto da George Melford.

## Produzione
Il film fu prodotto dalla Kalem Company.

## Distribuzione
Distribuito dalla General Film Company, il film - un cortometraggio di una bobina -  uscì nelle sale cinematografiche degli Stati Uniti il 18 ottobre 1912. La Moving Pictures Sales Agency lo distribuì nel Regno Unito il 26 dicembre 1912.